# Kroger St. Jude International 1995
Il Kroger St. Jude International 1995 è stato un torneo di tennis giocato sul cemento indoor.
È stata la 94ª edizione del Torneo di Memphis, che fa parte della categoria ATP World Series nell'ambito dell'ATP Tour 1995.
Si è giocato al Racquet Club di Memphis negli USA, dal 13 al 20 febbraio 1995.

## Campioni

### Singolare
Todd Martin ha battuto in finale  Paul Haarhuis con il punteggio di 7–6(2), 6–4.

### Doppio
Jared Palmer /  Richey Reneberg hanno battuto in finale  Tommy Ho /  Brett Steven con il punteggio di 7–5, 6–3.